# Hohenstücken
Hohenstücken ist ein Stadtteil von Brandenburg an der Havel. Er liegt im Norden des Stadtgebiets. Derzeit wird der Stadtteil von 7.613 Einwohnern bewohnt. (Stand 31. Dezember 2021) Der Stadtteil umfasst eine Fläche von etwa 110 ha.

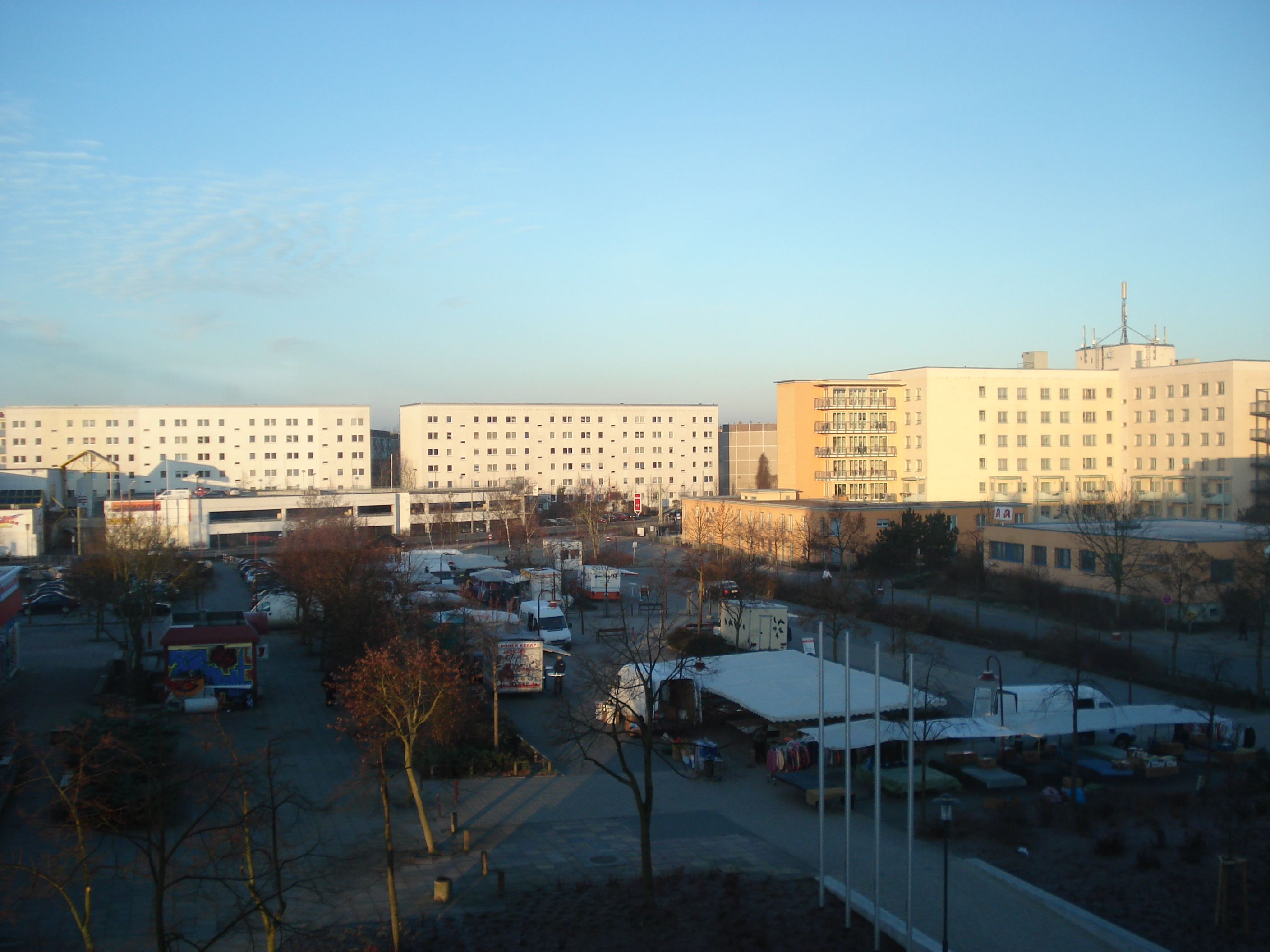
Marktplatz, ehemaliges Nebenzentrum Nord

## Geographie
Hohenstücken liegt im nordwestlichen Stadtgebiet. Südlich und südwestlich wird er durch den Stadtteil Görden begrenzt. Nach Norden geht er in die Waldgebiete der Fohrder Berge und die Altstädtische Forst über und grenzt an den Wohnplatz Butterlake. Im Osten wird Hohenstücken durch die Bundesstraße 102 (Rathenower Landstraße) begrenzt. Im Süden reicht der Stadtteil nicht ganz an die Bundeswasserstraße Silokanal. Westlich läuft das Bebauungsgebiet ebenfalls in Wälder und die Anlage des Gördenfriedhofs aus.
Die Siedlungsfläche bedeckt eine frühere landwirtschaftliche Nutzfläche - die „Hohen Stücken“, die dem Stadtteil den Namen gaben. Für die Anlage des Stadtteils musste die Kleingartenanlage „Erdenglückauf“ umgesiedelt, aber auch teilweise aufgelassen werden. Außerdem kam es zu einer Verlegung einer 220.000-Volt-Hochspannungsfreileitung.

## Geschichte
Der VIII. Parteitag der SED 1971 beschloss unter anderem das Wohnungsbauprogramm der DDR als zentralen Aufgabenbereich der gesellschaftlichen Entwicklung bis 1990. Hintergrund war große Wohnungsnot, die aus den Folgeschäden des Zweiten Weltkriegs resultierte. Vorhandene Wohnraumsubstanz war in Industriestädten wie Brandenburg (Havel) sehr knapp, oft marode, in Ausstattung und Komfort entsprachen die Wohnungen oft dem Vorkriegsstandard und waren auch nicht selten überbelegt. Das Politbüro des ZK der SED als zentraler Entscheidungsträger in der DDR-Planwirtschaft erkannte die Dringlichkeit der Versorgung der Bevölkerung mit mehr, besserem und lebensfreundlicherem Wohnraum.
Des Weiteren sollte mit dem Bau von Hohenstücken der Wohnungsdruck aus der Alt- und Neustadt Brandenburg genommen werden, um den Weg für eine geplante Sanierung dieser Stadtteile ab den Jahren 1978 bis 1979 freizumachen. Allerdings gab es in diesen Jahren keine ausreichenden finanziellen, Baustoff- und Arbeitskräftekapazitäten mehr, um die Innenstadtsanierung voranzutreiben, so dass auch Brandenburg (Havel) vom in der DDR üblichen Innenstadtsterben betroffen war.
In der kreisfreien Stadt Brandenburg (Havel), die Träger großer und volkswirtschaftlich bedeutender Kombinate und Betriebe war, wurden 1969 bereits in den Innenstadtbereichen und im Stadtteil Nord im Rahmen eines geplanten, jedoch nie vollständig realisierten Stadtumbaus erste Wohnbauten in Plattenbauweise errichtet. 

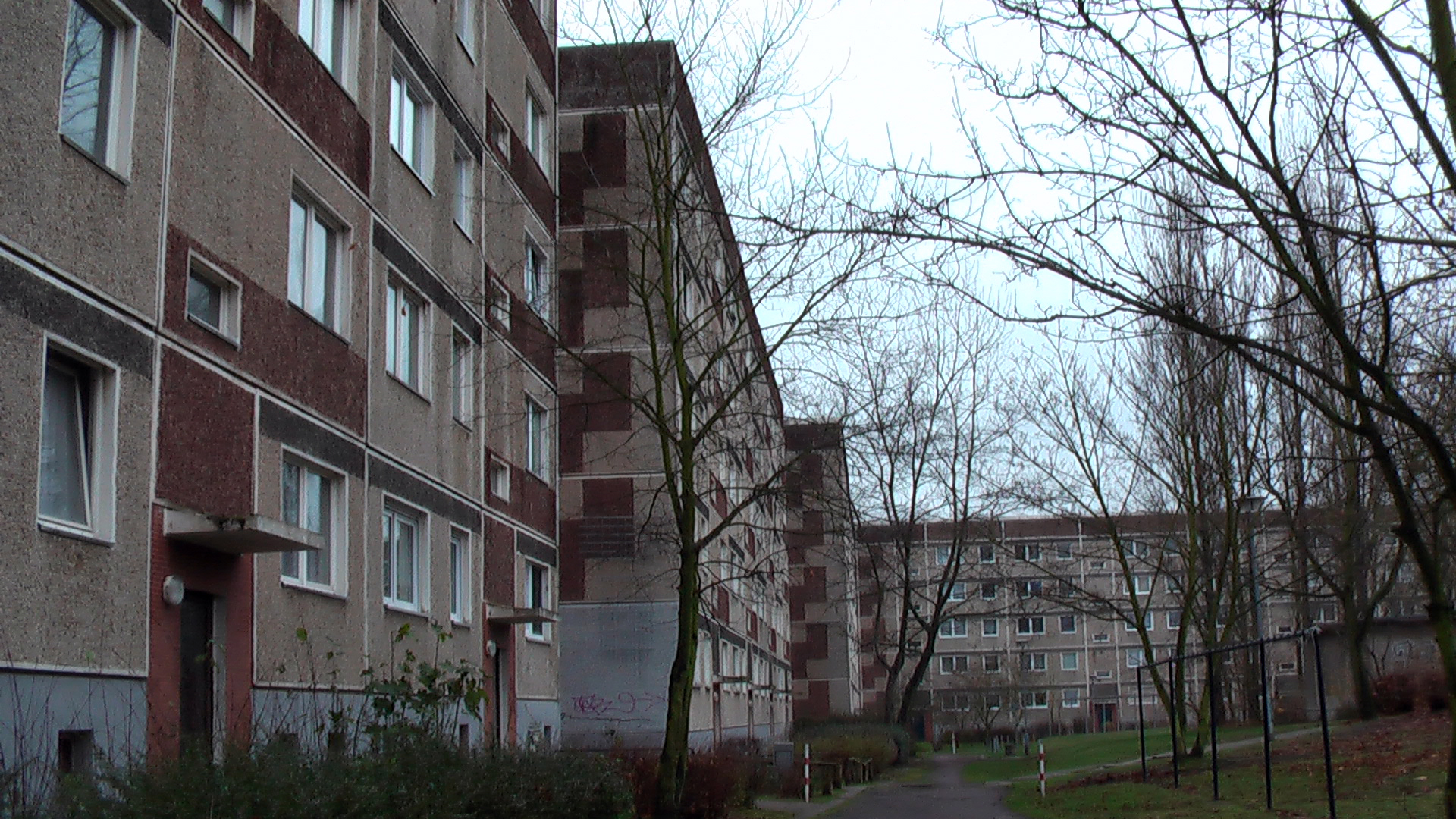
Typische Hofansicht

Hohenstücken, dessen Bau 1972 begonnen wurde, sollte ausschließlich mit diesen Baukörpern besetzt werden. Von Beginn an zielten die Planungen auf eine durchkonzipierte und mit einem, allerdings nie umgesetzten, Hauptzentrum und zwei Nebenzentren versehene, autonom funktionelle Stadtteilstruktur ab.
Neben den 9.264 Wohneinheiten waren infrastrukturelle Einrichtungen wie Polikliniken, Schulen, Sportplätze, Kindergärten und -krippen, Feierabendheime, Kaufhallen (400 m²–1.000 m² Grundfläche, letztere des genormten Typs ESK 1000), Jugendclubs und ein Soldatenwohnheim vorgesehen. An die Kaufhallen waren moderne Dienstleistungszentren angeschlossen, die Service wie Post, Sparkasse, Friseur, Schlüsseldienst, Schuhmacher u. v. m. anboten. Später sollten auch kulturelle Einrichtungen wie ein Schwimmbad, ein Kino und möglicherweise auch ein kleines Theater dazukommen. Die zunehmende Mankowirtschaft in der DDR verhinderte jedoch die Umsetzung dieser Vorhaben.
Hohenstücken besteht vorwiegend aus fünfgeschossiger Wohnbebauung, mehrheitlich des Typs WBS 70. Da die DDR-Gesetzgebung ab der fünften Etage den Einbau eines Personenaufzugs vorschrieb, dafür aber keine finanziellen Mittel verfügbar waren, kam es zu der sprachlichen Regelung, es handele sich um „Vier-plus-eins-Geschosser“.
Der ursprünglich aus fünf Teilkomplexen bestehende Stadtteil macht entlang einer gedachten Süd-Nord-Achse die Verknappung der Mittel des DDR-Haushaltes in Komfort und Ausstattung der Wohnblocks, Wohnungen, Straßen und Anlagen deutlich. So wurde der Teilkomplex I als erster erstellter Komplex noch mit einem gewissen Aufwand gebaut, während die Qualität und Ausstattungsbreite desto mehr fällt, je weiter die Bauten sich dem im Norden gelegenen, zuletzt realisierten Teilkomplex IV näherten. Im Zuge der Leerstandsbereinigung ab der Mitte der neunziger Jahre des 20. Jahrhunderts wurden dann auch Wohnblocks von Norden nach Süden hin rückgebaut und eingeebnet.
Träger und Vermieter der Wohneinheiten Hohenstückens waren
- die Arbeiterwohnungsbaugenossenschaft Brandenburg,
- die Unterkunftsabteilung der Nationalen Volksarmee Potsdam,
- und die VEB Gebäudewirtschaft Brandenburg.

Die Mietpreise waren zu DDR-Zeiten stabil und bewegten sich zuletzt zwischen 80 und 90 Pfennigen pro Quadratmeter und Monat, was etwa 50 Mark der DDR pro Monat bei einer durchschnittlichen Dreizimmerwohnung entsprach. Vergleichsweise lagen die Gehälter einer Sekretärin oder eines ungelernten Arbeiters bei etwa 600 bis 700 Mark, eines Facharbeiters zwischen 900 und 1.100 Mark und eines Ingenieurs, Arztes oder höheren Bediensteten um die 1.500 Mark.

## Struktur
Für die anteilsmäßige Aufteilung der Wohnungen in den Blöcken gab der Ministerrat der DDR folgende Planungen vor:
Einraumwohnungen 20 Prozent, Zweiraumwohnungen 15 Prozent, Dreiraumwohnungen 45 Prozent, Vierraumwohnungen 17 Prozent und Fünfraumwohnungen 3 Prozent. Die durchschnittliche Wohnfläche betrug etwa 57 m².
Der Wohnkomplex (WK I), der sich von der Gördenallee im Süden bis zur Leninallee (spätere Rosa-Luxemburg-Allee) erstreckt, umfasst etwa 24 ha und 1.930 Wohneinheiten. Hier wurde das südliche Nebenzentrum errichtet, das, wie oben beschrieben, eine Kaufhalle, ein Dienstleistungszentrum, eine 40-klassige Schule und eine Schülerspeisehalle umfasste. Letztere konnte außerhalb der Schulzeiten auch zu kulturellen Zwecken genutzt werden.
Der WK II, der sich zwischen Leninallee, Otto-Ganzer-Straße (spätere Sophienstraße), Karl-Sturm-Straße (seit den 1990er Jahren Tschirchdamm) und der B 102 erstreckte, weist eine Grundfläche von 36 ha auf. Dieser WK II war vom Wohnungsrückbau im ersten Jahrzehnt des 21. Jahrhunderts besonders betroffen. In ihm befindet sich inzwischen das eigentliche Zentrum Hohenstückens, das ehemalige Nebenzentrum Nord. 3.284 Wohneinheiten waren dort einst vorhanden.
Der WK III schloss sich im Westen an den WK II an und umfasste 19 ha und 1.200 Wohneinheiten.
Der WK IV war der nördlichste Teilkomplex und umfasst 14 ha mit 1.250 Wohneinheiten. Er erstreckt sich nördlich der Sophienstraße bis zur Stadtgrenze in der Altstädtischen Forst.
Zum Bau des geplanten WK V kam es nicht mehr. Dieser Komplex sollte 14 ha, 1.300 Wohneinheiten und das Hauptzentrum aufnehmen. Er sollte sogar einen eigenen Straßenbahnanschluss erhalten.

## Gesundheitswesen
Auf dem Gebiet Hohenstücken liegt die HELIOS-Klinik Hohenstücken, eines von vier Krankenhäusern innerhalb der Stadt Brandenburg an der Havel. Dieses Krankenhaus, in den 1990er Jahren erbaut, ist ein neurologisches Rehabilitationszentrum für Kinder und Jugendliche mit 155 Betten.

## Bildung
Hohenstücken besaß anfangs drei Doppelschulkomplexe vom Typ Erfurt und einen Schulkomplex des Typs Erfurt in einfacher Ausführung im WK IV. Darunter befand sich unter anderem die Wilhelm-Pieck-Oberschule mit erweitertem Russischunterricht, in der die Kinder von der 3. Klasse an intensiv in der russischen Sprache unterwiesen wurden und die 10-klassige Polytechnische Oberschule mit dem Russisch-Abitur abschlossen. Diese Schule wurde nach der Wende zur Otto-Tschirch-Oberschule, bis diese umzog, weil der 1976 erstbezogene Schulkomplex 2015 abgerissen wurde.
Ein ähnliches Schicksal traf das Friedrich-Grasow-Gymnasium, das es den Hohenstückener Kindern ermöglichte, die Hochschulreife zu erlangen. Dem signifikanten Bevölkerungsschwund geschuldet, wurde dieses Gymnasium ersatzlos aus der Schullandschaft Brandenburgs an der Havel entfernt.
Die Pestalozzischule für lernbehinderte Schüler stand im Stadtteilzentrum am Tschirchdamm. Die Schule wurde im Rahmen der Inklusionsbestrebungen des Brandenburgischen Ministeriums für Jugend, Bildung und Sport aufgelöst, die Schüler und Lehrer auf Brandenburger Schulen aufgeteilt. Ein Nachnutzungskonzept des Gebäudetrakts ist noch nicht bekannt.

## Kultur

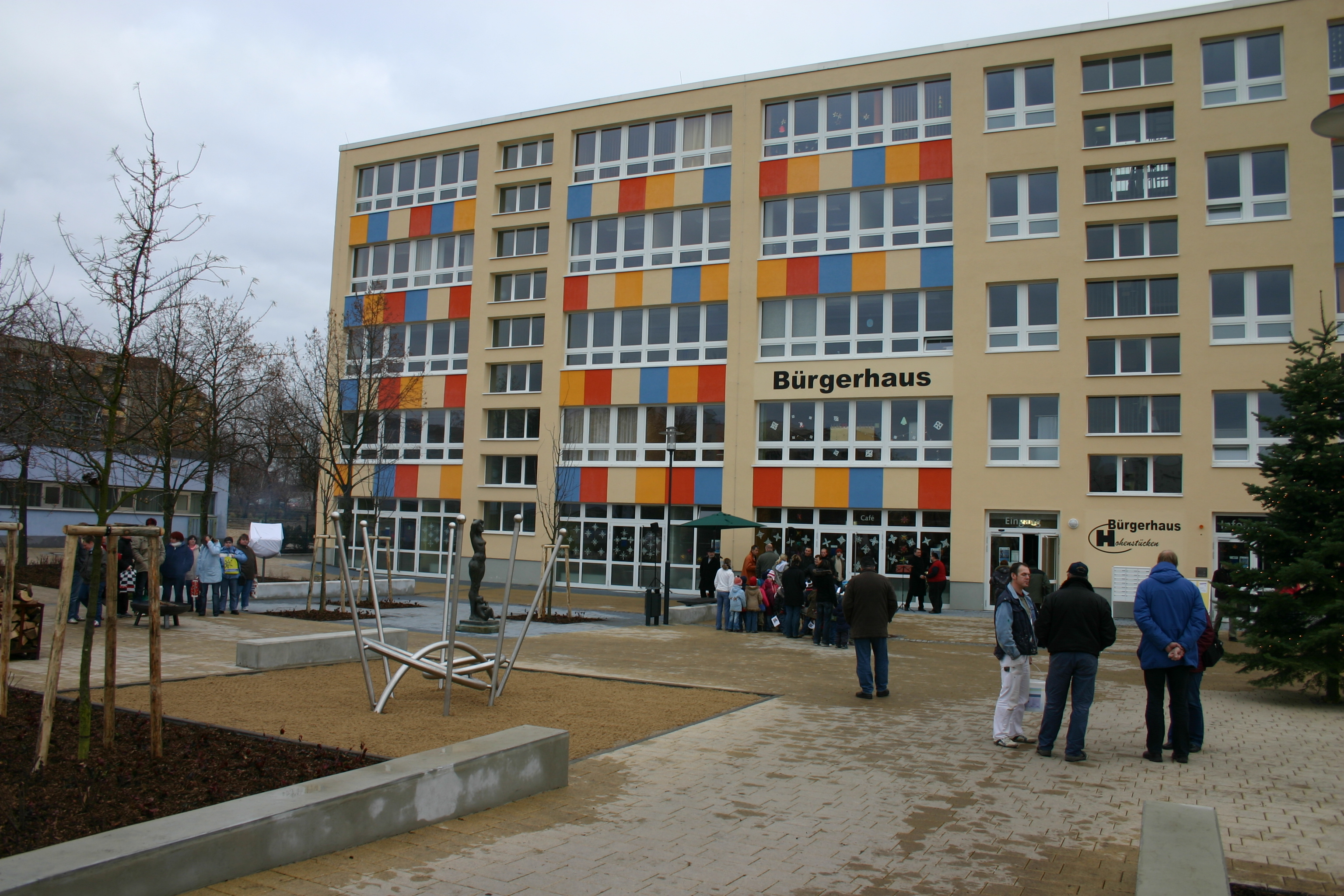
Bürgerhaus

Der westliche Teil des früheren Kulturhauses dient seit den 2010er Jahren als kulturelles Stadtteil- und Bürgerzentrum, das Bürgerhaus Hohenstücken, in dem verschiedene Vereine und Organisationen ihren Sitz haben und in welchem ein vielfältiges kulturelles Programm angeboten wird. Auf dem Vorplatz dieses Bürgerzentrums finden regelmäßig Stadtteilfeste statt. Bürgerhaus und Vorplatz wurden aus dem Europäischen Stadtentwicklungsfonds Soziale Stadt in einer mehrjährigen Entwicklungsphase bis Ende 2007 gebaut und im Dezember 2007 an die Bevölkerung übergeben. Die Gesamtkosten beliefen sich auf fünf Millionen Euro.
Das Jugendkulturzentrum KAT (Klub am Turm) musste sein Domizil verlassen und in Richtung Neustadt abwandern. Außer einer Skaterbahn sind die Angebote für die jüngsten Hohenstückener sehr eingeschränkt.

## Infrastruktur
Hohenstücken wird durch die großen Zufahrtsstraßen Gördenallee, Rosa-Luxemburg-Allee und Sophienstraße jeweils von Ost nach West erschlossen. Bedeutend ist der in Nord-Süd-Richtung verlaufende Tschirchdamm, der durch das heutige Stadtteilzentrum führt.
Hauptträger des Öffentlichen Personennahverkehrs ist die Brandenburger Straßenbahn. Hohenstücken wird von der Linie 6 durchfahren. Die Linie 1 tangiert den Stadtteil im Süden.
Die Buslinien C und E versorgen den Stadtteil tagsüber.
Als Nachtbusse verbinden die Linien N1 und N2 den etwa sechs Kilometer vom Stadtzentrum entfernten Stadtteil mit dem Hauptbahnhof.

## Akzeptanz und Rückbau
In der DDR gehörte Hohenstücken in seinen Anfangsjahren zu den begehrtesten Wohnorten für die Bevölkerung der Stadt Brandenburg. Die Geräumigkeit der Wohnungen, eine zentralelektrische Fernheizung statt Ofenheizung, Balkons und Loggien und vieles mehr machten die Attraktivität Hohenstückens aus. Dennoch wurde Hohenstücken in weiten Kreisen der Brandenburger Bevölkerung nur Ghetto genannt. Diese despektierliche Bezeichnung war der Einförmigkeit der Hohenstückener Stadtteillandschaft geschuldet. Trotz ihres verhältnismäßig hohen Wohnkomforts bezeichneten manche Menschen die Wohnblocks auch als Arbeiterschlafregale.
Im Zuge des Rückbaus kam es im WK I zur sorgfältigen Demontage und Niederlegung eines Mehrgeschossers an der Ecke Berner- / Wiener Straße. Dieses Objekt wurde nach Bulgarien verkauft und in Einzelteilen dort wieder aufgebaut. Es handelte sich um ein Wohnobjekt, das dem ehemaligen Ledigenwohnheim der NVA im Süden benachbart war. 
Das NVA-Ledigenwohnheim in der Wiener Straße wurde nach der Wende zu einem Standort der Brandenburger Stadtverwaltung umgebaut. Dort befinden sich der Fachbereich IV – Jugend, Soziales und Gesundheit und der Sitz der/des Beigeordneten für die Fachbereiche III und IV – Kultur, Jugend, Soziales und Gesundheit. Die strategische Standortwahl dieses Fachbereichs nimmt engen Bezug auf das besondere Sozialgefüge des jüngsten Stadtteils der Havelmetropole.
Aufgrund mangelnder Berufs- und Freizeitperspektive sowie der Reduzierung von zwei auf eine Straßenbahnlinie wurden im nördlichen Teil Hohenstückens mehr als 3.000 Wohnungen abgerissen, sodass seitdem mehrere große Flächen brach liegen. Auf den Freiflächen zwischen der Sophienstraße und der Schleusenerstraße ist der Bau neuer Wohngebiete geplant. Seit 2022 steht das örtliche Einkaufszentrum "Marktpassagen" komplett leer und bildet seitdem ein weiteres Objekt fehlender Perspektive im Stadtteil. Eine neue Nutzung oder der Abriss des Komplexes sind aktuell unbekannt.